# Лаврентий (монах)

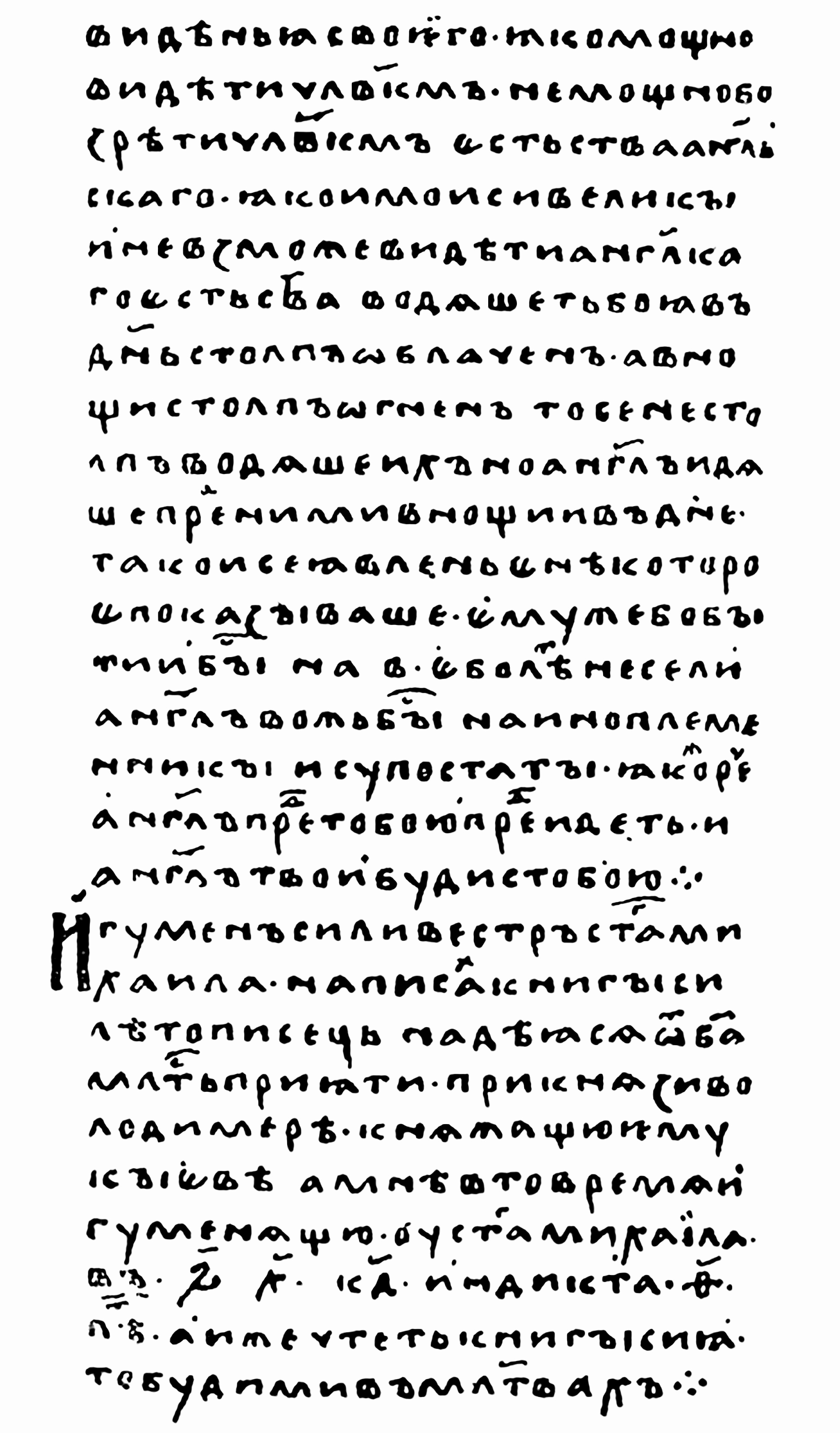
Лаврентьевская летопись

Лавре́нтий — русский православный монах, суздальский инок. Один из наиболее древних известных русских летописцев.
Списал и дополнил для Великого князя Суздальского Дмитрия Константиновича летопись Нестора Печерского, автора «Повести временных лет». Рукопись создана в 1377 году. Это старейшая и подробнейшая из дошедших до нас датированная русская летопись. Она принадлежала Владимирскому Богородице-Рождественскому монастырю.
Затем рукопись попала в частную коллекцию. В 1792 году «Летописец российский преподобного Нестора древлеписьменной на пергамине» был куплен графом Мусиным-Пушкиным (по его имени в старой историографии, например, у Николая Карамзина, летопись называлась Пушкинский список или Суздальской). Последний подарил её Александру I. В 1811 году император передал летопись в Императорскую публичную библиотеку (сейчас Российская национальная библиотека), где рукопись и находится по сей день.
По имени монаха Лаврентия летопись получила название Лаврентьевская летопись, указанного как написавшего данную книгу в колофоне (судя по приписке — 1377 год).